# Jesus-Christus-Statue (Berg Hatis)
Die Jesus-Christus-Statue (armenisch: Հիսուս Քրիստոսի արձանը) ist eine Skulptur auf dem Berg Hatis, 30 km nordöstlich von Jerewan, Armenien. Die Skulptur befindet sich seit 2022 im Bau.

## Geschichte
Die Idee, eine Christus-Statue auf dem Berg Hatis zu bauen, kam vom reichsten Mann Armeniens, Gagik Zarukjan. Er finanziert den Bau der Statue. In einer Videobotschaft erklärte er als Initiator die Motivation hinter dem Projekt. Er gab an, dass Armenien in schwierigen Zeiten lebe, und betonte, dass die Armenier, die als erstes Volk im Jahr 301 das Christentum angenommen hätten, in der Vergangenheit stets durch ihren Glauben alle Herausforderungen gemeistert hätten. Daher sei nun der richtige Zeitpunkt gekommen, sich erneut im Glauben zu vereinen. In einem Interview vom August 2024 sagte Gagik Zarukjan, dass die Statue fast fertig sei: „Die Statue sollte etwas Einzigartiges sein, es sollte mit nichts auf der Welt verglichen werden können.“ Aktuell ist der Termin für die Einweihung der Statue noch nicht bekannt. Laut armenischen Medien sollte es 2025 so weit sein.

## Beschreibung
Die Christus-Statue soll eine symbolische Höhe haben, 33 Meter, so viele Jahre, wie Jesus gelebt hat. Der Sockel soll 44 Meter hoch sein. Das Monument mit einer Gesamthöhe von 77 Metern soll auf dem 2528 Meter hohen Berg Hatis aufgestellt werden. Nach armenischen Angaben soll sie nach ihrer Errichtung eine der höchsten Christusstatuen werden.

## Reaktionen
Die Errichtung der Statue hat in Armenien in den sozialen Medien gemischte Reaktionen hervorgerufen.
Einige armenische Nutzer kommentierten die Entscheidung kritisch und bezeichneten sie als „Herabwürdigung“ oder „das Ergebnis eines kranken Verstandes“. In den Diskussionen wurde auch der Vorwurf geäußert, dass anstelle der Förderung von Wissenschaft und Technologie Geld für religiöse Monumente ausgegeben werde, was von einigen als Rückschritt ins Mittelalter gesehen wird.
Zudem wurde die finanzielle Prioritätensetzung hinterfragt, insbesondere im Kontext der weiterhin bestehenden Armut im Land, die bei rund 30 Prozent liegt. Ein Facebook-Nutzer meinte, dass die Mittel anders hätten verwendet werden können, insbesondere im Hinblick auf die Tausenden Flüchtlinge, die infolge des Bergkarabach-Krieges 2020 nach wie vor obdachlos und ohne Perspektive seien.
Obwohl die Regierung das Projekt genehmigte, äußerte sich die Armenische Apostolische Kirche kritisch gegenüber den Plänen. Sie betonte, dass die Errichtung einer Statue von Jesus Christus nicht im Einklang mit den „jahrhundertealten Kulttraditionen“ der armenischen Kirche stehe.